# Esteverena Point
Der Esteverena Point (englisch; spanisch Punta Esteverena) ist eine Landspitze im Westen von Snow Island im Archipel der Südlichen Shetlandinseln. Sie liegt unmittelbar südwestlich des Byewater Point und begrenzt im Norden die Einfahrt zur Ensenada Del Mármol.
Argentinische Wissenschaftler benannten sie nach Korvettenkapitän Horacio Alberto Esteverena (* 1914), Schiffsführer der Granville bei einer zwischen 1947 und 1948 durchgeführten argentinischen Antarktisexpedition.